# Новиковка (Чувашия)
Новико́вка (чув. Новиковка) — посёлок Алатырского района Чувашской Республики. Относится к Алтышевскому сельскому поселению.

## География
Посёлок расположен в 4 км к востоку от районного центра, Алатыря. Ближайшая железнодорожная станция Алатырь там же. Посёлок расположен на правом берегу реки Бездна. Близ посёлка проходит автодорога Алатырь — Батырево. Центр поселения находится в 11 км по автодорогам к северу.

## История
Деревня образовалась в 1760-е годы при лесопильнях московского купца первой гильдии А. И. Новикова, по фамилии которого получила название. На двух лесопильнях, построенных на месте его же винокуренного завода и мельницы, работало 14 крепостных, положивших начало деревне. Жителями деревни были русские.
В 1780 году, при создании Симбирского наместничества, деревня Новиковка, вошла в состав Алатырского уезда. С 1796 года — в Симбирской губернии.
В 1859 году деревня Новиковка, по коммерческому тракту из г. Алатыря в г. Буинск, находилась в 1-м стане Алатырского уезда Симбирской губернии.
С начала 1870-х годов в деревне действовал винокуренный завод Орлова. В 1875 году завод сгорел, был продан помещице Дезарно и работал до 1883 года.
Согласно подворной переписи 1911 года, в деревне Новиковка проживало 16 семей бывших удельных крестьян, из них 11 арендовали 29,5 десятин пашни и 67,7 десятин покоса, надельной земли не было. Имелось 11 взрослых лошадей и 6 жеребят, 14 коров и 17 телят (а также 4 единицы прочего КРС), 31 овца и коза и 14 свиней. Почва преобладала песчаная, сеяли озимую рожь и яровой овёс, а также пшеницу. Сельскохозяйственных орудий не имелось. Многие занимались промыслами, например, 11 человек — заготовкой леса, 7 были плотниками и 6 — сплавщиками.
В 1927 году деревня официально стала посёлком. В 1930 году в посёлке создан колхоз «Красный Бор». После укрупнений объединённый колхоз получил название «Знамя», до 1997 года в Новиковке было правление колхоза (сейчас центр коллективного сельскохозяйственного предприятия «Знамя» расположен в посёлке Анютино).

### Административная принадлежность
До 1927 года посёлок относился к Алатырской волости Алатырского уезда, позже — к Засурско-Безднинскому (Засурскому в 1935—1939 гг.) сельсовету Алатырского района. В 2004 году Засурско-Безднинский сельсовет включён в Алтышевское сельское поселение.

## Население
| 2010 | 2012 |
| ---- | ---- |
| 17   | ↗32  |

Число дворов и жителей:
- 1859 — 11 дворов, 30 мужчин, 35 женщин[3].
- 1897 — 14 дворов, 44 мужчины, 47 женщин.
- 1911 — 16 хозяйств, 47 мужчин, 32 женщины, всего 14 грамотных и учащихся[4].
- 1927 — 31 двор, 69 мужчин, 59 женщин.
- 1939 — 82 мужчины, 96 женщин.
- 1979 — 58 мужчин, 72 женщины.
- 2002 — 27 дворов, 47 человек: 21 мужчина, 26 женщин, мордва (66 %) и русские (34 %)[8].
- 2010 — 11 частных домохозяйств, 17 человек: 7 мужчин, 10 женщин.

Проживают мордва (эрзя), русские.